# Ryder Cup 2023
Navigation
2021 2024
La Ryder Cup 2023 (ou Ryder Cup 2022), quarante-quatrième édition de la compétition, a lieu du 29 septembre au 1er octobre 2023, au Marco Simone Golf & Country Club (en) situé à Guidonia Montecelio, près de Rome en Italie. C'est la première fois que l'Italie, accueille la compétition.
Initialement prévue du 30 septembre au 2 octobre 2022, la compétition est reportée en raison de la pandémie de Covid-19.
Les États-Unis sont les détenteurs de la Ryder Cup, après leur victoire 19 à 9 sur l’Europe lors de l' édition 2020 disputée en 2021 à Whistling Straits (en). L'Europe remporte cette édition sur le score de 16 ½ à 11 ½.
La prochaine édition qui aura lieu aux États-Unis du 25 septembre au 28 septembre 2025 à Farmingdale, verra les éditions repasser aux années impaires.

## Organisation

### Parcours
Cette édition a lieu sur le complexe de golf de Marco Simone Golf & Country Club (en), nommé d'après le château de Marco Simone, ancien manoir fortifié romain. La longueur du parcours est de 7 268 yards ou 6 646 mètres en 72 coups.
| Aller | Aller | Aller                     | Retour | Retour | Retour                    |
| N°    | Par   | Distance (yards / mètres) | N°     | Par    | Distance (yards / mètres) |
| ----- | ----- | ------------------------- | ------ | ------ | ------------------------- |
| 1     | 4     | 445 / 407                 | 10     | 4      | 455 / 416                 |
| 2     | 4     | 476 / 435                 | 11     | 4      | 330 / 302                 |
| 3     | 4     | 453 / 414                 | 12     | 5      | 554 / 507                 |
| 4     | 3     | 185 / 169                 | 13     | 3      | 145 / 133                 |
| 5     | 4     | 376 / 344                 | 14     | 4      | 495 / 453                 |
| 6     | 4     | 383 / 350                 | 15     | 4      | 478 / 437                 |
| 7     | 3     | 219 / 200                 | 16     | 4      | 352 / 322                 |
| 8     | 5     | 503 / 460                 | 17     | 3      | 206 / 188                 |
| 9     | 5     | 587 / 537                 | 18     | 5      | 626 / 572                 |
| Aller | 36    | 3 627 / 3 316             | Retour | 36     | 3 641 / 3 330             |

## Équipes
Le capitaine de l'équipe européenne est Henrik Stenson, il est nommé le 15 mars 2022. Mais après qu'il a rejoint la LIV Golf, il fut démis de ses fonctions en juillet 2022. Luke Donald devient le nouveau capitaine de l'équipe d'Europe le 1er août 2022. La liste complète de l'équipe européenne est communiquée par le capitaine Luke Donald, le 4 septembre 2023.
La sélection se fait selon la règle suivante : 
- L'Irlandais Rory McIlroy, l'Espagnol Jon Rahm et l'Écossais Robert MacIntyre sont les 3 premiers au classement « European Points List » au 3 septembre 2023.
- Le Norvégien Viktor Hovland, les Anglais Tyrrell Hatton et Matthew Fitzpatrick sont les 3 premiers au  classement « World Points List » au 3 septembre 2023.
- Les Anglais Tommy Fleetwood et Justin Rose, l'Autrichien Sepp Straka, l'Irlandais Shane Lowry, le Suédois Ludvig Åberg et le Danois Nicolai Højgaard sont les 6 choix du capitaine Luke Donald.

Le capitaine de l’équipe américaine est Zach Johnson, il est nommé le 28 février 2022. Le 28 aout 2023 le capitaine Zach Johnson dévoile les représentants de son équipe,.
La selection se fait selon la règle suivante :
- Scottie Scheffler, Wyndham Clark, Brian Harman, Patrick Cantlay, Max Homa et Xander Schauffele sont les 6 premiers au classement « U.S. Points List » au 20 août 2023.
- Sam Burns, Rickie Fowler, Brooks Koepka, Collin Morikawa, Jordan Spieth et Justin Thomas sont les 6 choix du capitaine Zach Johnson.

| Europe                | Europe                              | États-Unis        | États-Unis                          |
| --------------------- | ----------------------------------- | ----------------- | ----------------------------------- |
|                       |                                     |                   |                                     |
| Capitaines            |                                     |                   |                                     |
| Luke Donald           | Luke Donald                         | Zach Johnson      | Zach Johnson                        |
| Joueur                | Note                                | Joueur            | Note                                |
| Ludvig Åberg          | Choix du capitaine débutant         | Sam Burns (en)    | Choix du capitaine débutant         |
| Matthew Fitzpatrick   | 3e participation                    | Patrick Cantlay   | 2e participation                    |
| Tommy Fleetwood       | Choix du capitaine 3e participation | Wyndham Clark     | débutant                            |
| Tyrrell Hatton        | 3e participation                    | Rickie Fowler     | Choix du capitaine 5e participation |
| Nicolai Højgaard (en) | Choix du capitaine débutant         | Brian Harman      | débutant                            |
| Viktor Hovland        | 2e participation                    | Max Homa          | débutant                            |
| Shane Lowry           | Choix du capitaine 2e participation | Brooks Koepka     | Choix du capitaine 4e participation |
| Robert MacIntyre      | débutant                            | Collin Morikawa   | Choix du capitaine 2e participation |
| Rory McIlroy          | 7e participation                    | Xander Schauffele | 2e participation                    |
| Jon Rahm              | 3e participation                    | Scott Scheffler   | 2e participation                    |
| Justin Rose           | Choix du capitaine 6e participation | Jordan Spieth     | Choix du capitaine 5e participation |
| Sepp Straka           | Choix du capitaine débutant         | Justin Thomas     | Choix du capitaine 3e participation |

## Compétition
La Ryder Cup est une compétition de match-play par équipes. Le format de la compétition est le suivant :
- Première journée (vendredi) : 4 matchs en foursomes et 4 matchs en fourballs
- Deuxième journée (samedi) : 4 matchs en foursomes et 4 matchs en fourballs
- Troisième journée (dimanche) : 12 matchs individuels

Foursomes : Dans ce format, par équipe de deux joueurs, les deux golfeurs d'une équipe jouent la même balle à tour de rôle. L’un des joueurs commence les départs pairs et l’autre les impairs. Si l'équipe européenne et l'équipe américaine sont à égalité, les deux équipes partagent le trou.

Fourballs : Dans ce format, par équipe de deux joueurs, tous les golfeurs jouent leurs balles et le golfeur qui réalise le meilleur score du trou donne un point à son équipe. Si le meilleur joueur européen et le meilleur joueur américain sont à égalité, les deux équipes partagent le trou.

### Première journée
Vendredi 29 septembre 2023 - Matin
| Europe              | Résultats       | États-Unis             |
| ------------------- | --------------- | ---------------------- |
| Rahm / Hatton       | Europe : 4 et 3 | Scheffler / Burns (en) |
| Hovland / Åberg     | Europe : 4 et 3 | Homa / Harman          |
| Lowry / Straka      | Europe : 2 et 1 | Fowler / Morikawa      |
| McIlroy / Fleetwood | Europe : 2 et 1 | Schauffele / Cantlay   |
| 4                   | Session         | 0                      |
| 4                   | Au général      | 0                      |

Vendredi 29 septembre 2023 - Après-midi
| Europe                | Résultats       | États-Unis            |
| --------------------- | --------------- | --------------------- |
| Hovland / Hatton      | Égalité         | Thomas / Spieth       |
| Rahm / Højgaard (en)  | Égalité         | S. Scheffler / Koepka |
| MacIntyre / Rose      | Égalité         | Homa / Clark          |
| McIlroy / Fitzpatrick | Europe : 5 et 3 | Morikawa / Schauffele |
| 2½                    | Session         | 1½                    |
| 6½                    | Au général      | 1½                    |

### Deuxième journée
Samedi 30 septembre 2023 - Matin
| Europe              | Résultats       | États-Unis           |
| ------------------- | --------------- | -------------------- |
| McIlroy / Fleetwood | Europe : 2 et 1 | Spieth / Thomas      |
| Hovland / L. Åberg  | Europe : 9 et 7 | Scheffler / Koepka   |
| Lowry / Straka      | USA : 4 et 2    | Homa / Harman        |
| Rahm / Hatton       | Europe : 2 et 1 | Cantlay / Schauffele |
| 3                   | Session         | 1                    |
| 9½                  | Au général      | 2½                   |

Samedi 30 septembre 2023 - Après-midi
| Europe                    | Résultats       | États-Unis            |
| ------------------------- | --------------- | --------------------- |
| Hovland / Åberg           | USA : 4 et 3    | Burns (en) / Morikawa |
| Fleetwood / Højgaard (en) | USA : 2 et 1    | Homa / Harman         |
| Rose / MacIntyre          | Europe : 3 et 2 | Thomas / Spieth       |
| Fitzpatrick / McIlroy     | USA : 1 up      | Cantlay / Clark       |
| 1                         | Session         | 3                     |
| 10½                       | Au général      | 5½                    |

### Troisième journée
Dimanche 1er octobre 2023 - Après-midi
| Europe                | Résultats       | États-Unis        |
| --------------------- | --------------- | ----------------- |
| Jon Rahm              | Égalité         | Scott Scheffler   |
| Viktor Hovland        | Europe : 4 et 3 | Collin Morikawa   |
| Justin Rose           | USA : 2 et 1    | Patrick Cantlay   |
| Rory McIlroy          | Europe : 3 et 1 | Sam Burns (en)    |
| Matthew Fitzpatrick   | USA : 1 up      | Max Homa          |
| Tyrrell Hatton        | Europe : 3 et 2 | Brian Harman      |
| Ludvig Åberg          | USA : 3 et 2    | Brooks Koepka     |
| Sepp Straka           | USA : 2 up      | Justin Thomas     |
| Nicolai Højgaard (en) | USA : 3 et 2    | Xander Schauffele |
| Shane Lowry           | Égalité         | Jordan Spieth     |
| Tommy Fleetwood       | Europe : 3 et 1 | Rickie Fowler     |
| Robert MacIntyre      | Europe : 2 et 1 | Wyndham Clark     |
| 6                     | Session         | 6                 |
| 16½                   | Au général      | 11½               |